# 圍棋精
圍棋精（囲碁の精，いごのせい）是江戶時代的古書中記載的圍棋之精靈。妖怪研究家・多田克己認為其為付喪神。

## 『玉箒木』

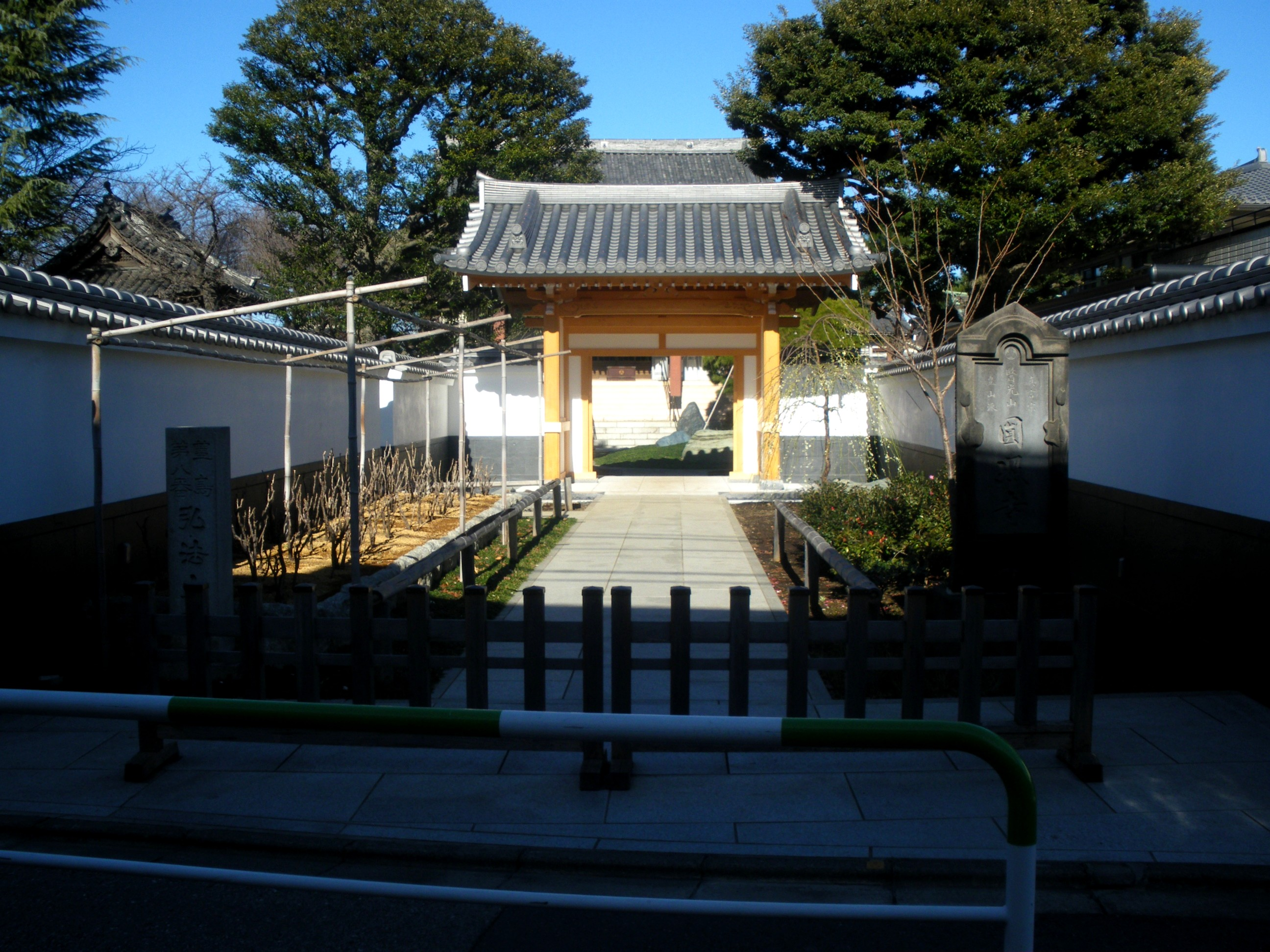
傳說出現圍棋精的圓照寺（現・東京都新宿區）

根據江戶時代的怪談本『玉箒木』、林元美『爛柯堂棋話』，江戶牛込有名為清水昨庵的圍棋愛好者。
昨庵在附近柏木村的圓照寺（現・東京都新宿區）散步時，有膚色分別為黑、白的2人組來向他搭話。昨庵問其名，膚色黑者答以「知玄」、膚色白者答以「知白」，然後消失無蹤。
昨庵之後成為圍棋名人，江戶中無敵手。據說昨庵遇見的兩人是碁石精。

## 『越佐之傳說』
根據小川直嗣所著的『越佐之傳說』，新潟岩船郡某人在旅途中，因被雪所困而投宿旅館。
為了消磨時間，與同住旅館的老人下圍棋，不知為何圍棋水準迅速提高。據說這個老人是名為碁老人的圍棋精。

## 脚注
1. ↑  多田克己. . Truth In Fantasy IV. 新紀元社. 1990: 303. ISBN 978-4-915146-44-2.
2. ↑  林元美. 林裕校注 , 编. . 東洋文庫 2. 平凡社. 1978: 48–56 [1914]. ISBN 978-4-582-80334-1.
3. ↑  江馬務. . 中公文庫. 中央公論新社. 2004: 110 [1923]. ISBN 978-4-12-204384-8.
4. ↑  村上健司編著. . 毎日新聞社. 2000: 32. ISBN 978-4-620-31428-0.

## 關連項目
- 棋靈王
- 日本妖怪列表
- 精 (传说生物)